# 苇子沟镇 (彰武县)
苇子沟蒙古族乡，是中华人民共和国辽宁省阜新市彰武县下辖的一个乡镇级行政单位。

## 行政区划
苇子沟蒙古族乡下辖以下地区：
苇子沟村、腰岭岗子村、白音花村、土城子村、浩力保村、三道沟村、岔山稿村、业喇嘛土村和太平山村。